# Kanton Sauxillanges
Sauxillanges is een voormalig kanton van het Franse departement Puy-de-Dôme. Het kanton maakte deel uit van het arrondissement Issoire tot het op 22 maart 2015 werd opgeheven en de gemeenten werden opgenomen in het op die dag gevormde kanton Brassac-les-Mines.

## Gemeenten
Het kanton Sauxillanges omvatte de volgende gemeenten:
- Bansat
- Brenat
- Chaméane
- Égliseneuve-des-Liards
- Parentignat
- Les Pradeaux
- Saint-Étienne-sur-Usson
- Saint-Genès-la-Tourette
- Saint-Jean-en-Val
- Saint-Martin-des-Plains
- Saint-Quentin-sur-Sauxillanges
- Saint-Rémy-de-Chargnat
- Sauxillanges (hoofdplaats)
- Sugères
- Usson
- Varennes-sur-Usson
- Vernet-la-Varenne